# Comedy Central Family
Comedy Central Family was een digitaal televisiekanaal van MTV Networks Benelux en Endemol Nederland.
Het kanaal zou oorspronkelijk van start gaan op 1 september 2008, maar dit werd uiteindelijk uitgesteld tot 1 oktober van dat jaar. Op de zender werden Nederlandse, Amerikaanse, Britse en Vlaamse comedyseries uitgezonden. Anno 2015 werden er enkel nog herhalingen van Amerikaanse series uitgezonden die eerder te zien waren op Comedy Central. Comedy Central Family is op 1 juni 2018 gestopt met uitzenden. Een aantal programma's zijn naar Comedy Central Extra verhuisd. De zender was te ontvangen via de digitale tv-pakketten van kabelmaatschappij Ziggo, KPN en DELTA en Caiway.

## Programma's
Nederlandse programma's
- Auberge de Vlaamse Pot
- Boobytrap
- De Buurtsuper
- De kip en het ei
- De Sylvia Millecam Show
- Gemeentebelangen
- Het Zonnetje in Huis
- Hij en Julia
- Ik ben je moeder niet
- In de Vlaamsche pot
- Kees & Co (1997-2006)
- Kind aan huis
- Mag het iets meer zijn
- M'n dochter en ik
- Miss Millecam
- Moppentoppers
- Nieuw Dier
- Parodie Parade
- Pril geluk
- Roomservice
- Samen
- SamSam
- Schiet mij maar lek
- Studio Nonsens
- Uhhh... Vergeet je tandenborstel niet!
- Ushi en Van Dijk
- Verkeerd verbonden
- Vrienden voor het leven
- Wat schuift 't?
- Weekend
- Who's Talking
- Zoey zapt
- Zonder Ernst

Buitenlandse programma's
- 3rd Rock from the Sun
- 8 Simple Rules
- After you've gone
- Are We There Yet?
- Becker
- Carpoolers
- Cavemen
- Dead Like Me
- Ellen
- Empty Nest
- Extras
- F.C. De Kampioenen
- Frasier
- Go On
- Grounded for Life
- Home Improvement
- Just Shoot Me!
- Last Comic Standing
- Mad About You
- My Wife and Kids
- Never Better
- Nikki
- Northern Exposure
- Parks and Recreation
- Rodney
- Saturday Night Live
- Scrubs
- Takeshi's Castle
- Two Pints of Lager and a Packet of Crisps
- That '70s Show
- The A-Team
- The Fresh Prince of Bel-Air
- The Golden Girls
- The Golden Palace
- The Knights of Prosperity
- The Tracy Morgan Show
- The Wayans Bros.
- The World Stands Up
- The Worst Week of My Life
- Unhappily Ever After
- Yes, Dear

- Verder werden er (tot 2015) regelmatig Vlaamse films van onder anderen Urbanus uitgezonden